# Kingman
Kingman er en by, der ligger i Mohave County i delstaten Arizona i USA. Befolkningstallet var 20.069 ved tællingen i år 2000 og anslås i 2005 at udgøre ca. 25.500. Sammen med de nærliggende bebyggelser Golden Valley og Butler er det samlede befolkningstal omkring 40.000. Kingman ligger på positionen 35°12′30″N, 114°1′33″W og i en højde af 3.400 fod. Ifølge United States Census Bureau dækker byen et areal på 77,6 km² og er uden søer.
Kingman ligger ved vejene I-40 og US 93 og er placeret langs en af Arizonas mest berømte vejruter, som har haft mange navne i løbet af årene. Området blev først undersøgt for den amerikanske regering af Lt. Lorenzo Sitegraves, som rejste med sit følge igennem det nordlige Arizona langs med den 35. breddegrad i 1851.
Det første faktiske vejspor var Beales Wagon Road, oprettet i 1857 af Edward E. Beale, marine Lt., som fik til opgave at finde og afmærke et vognspor til Californien ved at følge den 35. breddegrad så tæt som muligt. I tillæg til sit standardmilitærudstyr af muldyr og vogne eksperimenterede Beale's ekspedition også med anvendelsen af kameler. Som sit personlige dyr valgte Beale en hvid dromedar ved navnet "Said", men andre deltagere på ekspeditionen havde ikke særlig flotte navne til kamelerne. De brokkede sig over at kamelerne skræmte hestene og hurtigt gav op hvis terrænet var svært.
Fremskridtet vestover var ikke stort de næste 25 år, først på grund af borgerkrigen og derefter på grund af indianerkrigene. Det næste "spor" var Atlantic & Pacific jernbanen (senere Atchison, Topeka & Santa Fe jernbanen). Den blev færdig igennem Arizona i 1883, og den lokale lokomotivfører Lewis Kingman døbte jernbanestoppestedet efter sig selv. Med færdiggørelsen af jernbanesporet blev Beale's spor overflødigt. I 1937 blev Beale's vej omdannet til en fuldt asfalteret vej som blev til den legendariske Route 66, "The Main Street of America" (USA's hovedgade).
Byer som Kingman og Oatman var mere end blot minebyer. De var hovedforsyningssteder under den store flugt mod vest i depressionstiden. Route 66 blev senere suppleret af motorvejen I-40.
Både byen og vejen blev gjort berømte i mange TV-serier og i sangen "Route 66". Sangen forbinder mange byer til denne vej: "Flagstaff, Arizona, don't forget Winona, Kingman, Barstow, San Bernardino ..... Get your kicks on Route 66". Route 66 (nu SR 66), løber til Kingman fra nordøst og forenes her med I-40.